# Zatopione miasta
Zatopione miasta (tyt. oryg. The Drowned Cities) – wydana w 2012 roku powieść fantastyczna Paolo Bacigalupiego.
W Polsce wydana nakładem Wydawnictwa Literackiego w tym samym roku. W odróżnieniu od większości książek autora, nie porusza (bezpośrednio) tematyki ekologicznej. Osadzona jest w tych samych realiach, co wcześniejsza książka Złomiarz (wyd. 2010, w Polsce w 2013). Przeznaczona dla młodszego odbiorcy.

## Opis fabuły
Ameryka zniszczona przez kataklizmy, podnoszące się oceany, wojnę. Młoda Mahlia, wojenny wyrzutek, pół-Chinka, ledwo przeżyła czystki po tym, gdy wojska chińskich rozjemców i pomoc humanitarna zostały wyrzucone z kontynentu przez liczne bojówki i watażków, ale straciła rękę. Uratował ją Mouse, rudy dzieciak ze zniszczonej przez trepów farmy. Gdy odnajdują w lesie rannego, umierającego półczłowieka, Toola - biomachinę wojenną, hybrydę tygrysa, psa, człowieka i hieny - trafiają w sam środek kłopotów.
Tropiący Toola żołnierze zajmują wioskę, w której znaleźli schronienie Mahlia i Mouse. Dziewczyna zostaje zmuszona do leczenia poranionego przez Toola sierżanta Ocho. W dogodnym momencie usiłuje uciec z półczłowiekiem, wydostać się na bezpieczniejsze tereny, ale Mouse zostaje złapany i wcielony do oddziału trepów. Mahlia postanawia go uratować nawet za cenę własnego życia. Udaje się do siedziby wojsk ZFP, Zatopionych Miast, w sam środek konfliktu z Armią Boga.

## Nagrody i wyróżnienia
- 2012 na liście Kirkus Reviews Best of Young Adult
- 2012 na liście VOYA’s Perfect Ten
- 2012 nominacja do the Los Angeles Times Book Prize
- 2012 na liście Los Angeles Public Library Best Teen Books
- 2013 na liście YALSA Best Fiction for Young Adults
- 2013 na liście stacji CBC - Bank Street College Best Children’s Books of the Year
- 2013 na liście Capitol Choices Noteworthy Titles for Children and Teens Junior Library Guild Selection